# Lannilis

Lannilis este o comună în departamentul Finistère, Franța. În 1 ianuarie 2022 avea o populație de 5.712 de locuitori.